# Doxocalia kivuensis
Doxocalia kivuensis är en skalbaggsart som beskrevs av Louis Burgeon 1942. Doxocalia kivuensis ingår i släktet Doxocalia och familjen Melolonthidae. Inga underarter finns listade i Catalogue of Life.